# 리에티도
리에티도(이탈리아어: Provincia di Rieti)은 이탈리아 라치오주의 도이다. 도청 소재지는 리에티이다. 면적은 2,749 km2, 인구는 153,258(2005)이다.